# Assassin's Creed Chronicles: Rusia
Assassin's Creed Chronicles: Russia es un videojuego descargable disponible para Xbox One, PlayStation 4, PC y PS Vita.

## Trama
El juego sigue a Nikolai Orelov en Rusia, 1918, en eventos que tienen lugar entre Assassin's Creed: The Fall y Assassin's Creed: The Chain mientras Orelov intentaba abandonar el país con su familia. Como asignación final para la Orden del Asesino antes de su partida, Nikolai debe robar un artefacto de los bolcheviques que retienen a la familia del zar. En medio del robo, Nikolai fue testigo del asesinato de la mayoría de los hijos de Nicholas. Nikolai salvó a la gran duquesa, Anastasia, y debe protegerla, y el artefacto, de los templarios.
Como parte de la serie Assassin's Creed Chronicles, el juego diferirá estilísticamente de la mayoría de las entradas anteriores de la franquicia, y se desarrollará en un plano 2.5D como Assassin's Creed II: Discovery.